# Geodia macandrewii
Geodia macandrewii is een sponssoort in de taxonomische indeling van de gewone sponzen (Demospongiae). De spons behoort tot het geslacht Geodia en behoort tot de familie Geodiidae. De wetenschappelijke naam van de soort werd voor het eerst geldig gepubliceerd in 1858 door James Scott Bowerbank.

## Beschrijving
G. macandrewii is een grote, onregelmatig gevormde spons. Afgezien van de vorm lijkt het erg op de bolvormige spons Geodia barretti. De kleur is meestal wit en bruin.

## Verspreiding en leefgebied
G. macandrewii is geregistreerd aan de westkust van de Britse Eilanden en Noorwegen, tot Trøndelag in het noorden. Het komt meestal dieper dan 150 meter voor, maar in sommige van de beschutte fjorden is het al op 30-40 meter diepte te vinden. Het gedijt op steile wanden en ander rotsachtig substraat.